# Bartholomeus van Ommeren
Bartholomeus van Ommeren, Rufname „Bart“ (* 5. April 1859 in Ingen, Gemeinde Buren (Gelderland); † 6. September 1907 ebenda), war ein niederländischer Aktivist, Redakteur und Anarchist.
Bart van Ommerens Vater war ein wohlhabender Landwirt, über seine Mutter, Helena Roelanda van Ommeren, ist wenig bekannt. Van Ommeren wohnte von 1872 bis 1876 in Tiel und zog später nach Amsterdam, wo er als Schreibkraft („Klerk“) in einer Notariatskanzlei arbeitete. Bis 1887 war er beim Einwohnermeldeamt als Büroangestellter registriert. In dieser Zeit begann er, sich politisch zu betätigen.

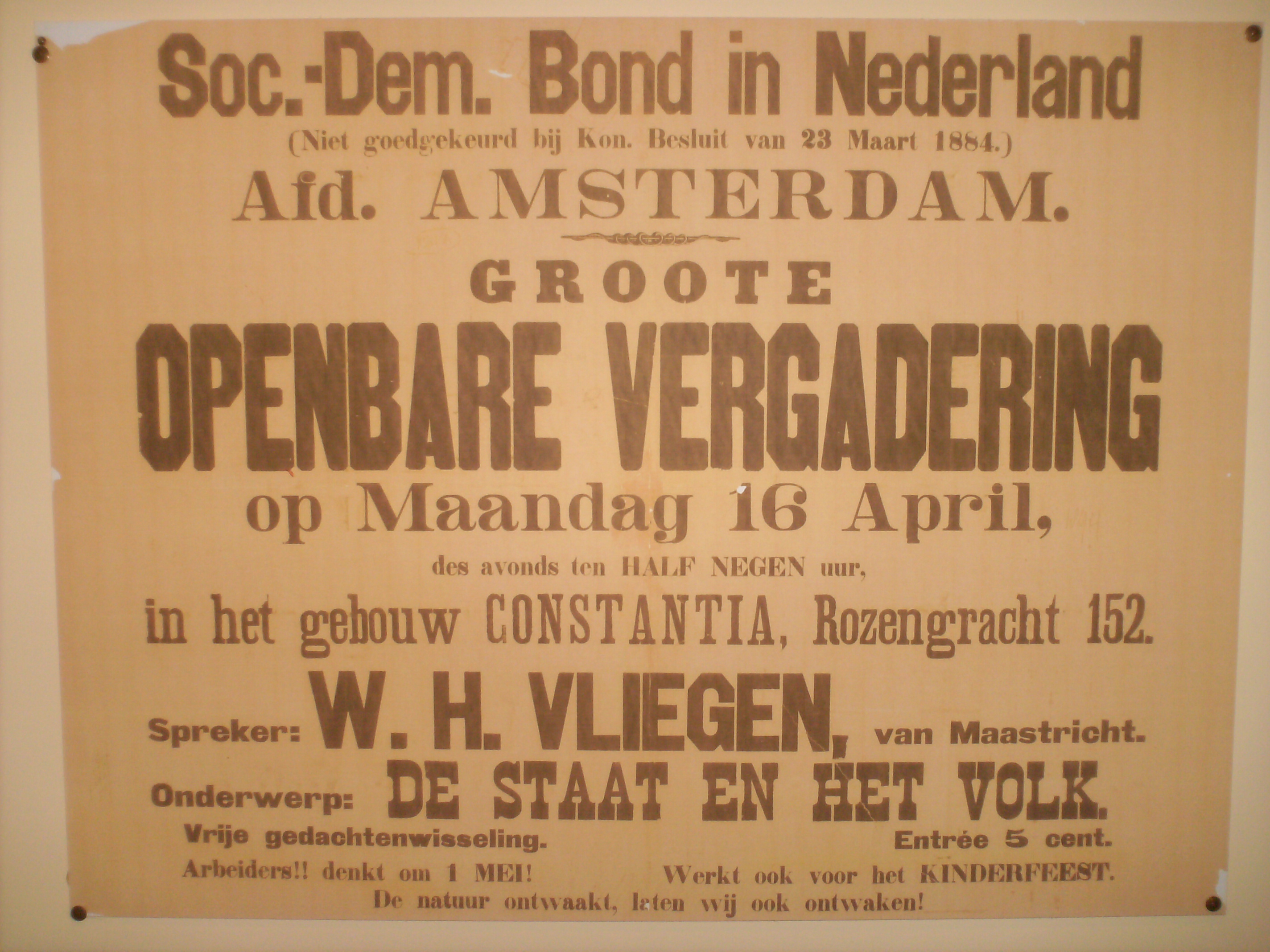
Plakat der SDB (Abteilung Amsterdam)

Er war Schriftführer vom Nederlandsche Bond voor Algemeen Kies- en Stemrecht („Niederländischer Bund für allgemeines Wahlrecht“), Abteilung Amsterdam und wurde Mitglied bei dem Sociaal-Democratische Bond („Sozialdemokratischer Bund“, SDB), dem zeitweise auch der niederländische Anarchist Hendrik Ebo Kaspers angehörte.
Bart van Ommeren, der als Propagandist für den Anarchismus auftrat, war einer der ersten Sozialisten in den Niederlanden, die wegen ihrer Weltanschauung gerichtlich verfolgt wurden. Weil er die von Johann Most herausgegebene Zeitschrift Freiheit abonniert hatte – eine „ausländische sozialistische Lektüre“ (buitenlandse socialistische lectuur) –, war er der Polizei verdächtig und wurde überwacht, bis man genügend Anhaltspunkte hatte, um ihm einen Gerichtsprozess zu machen.
Ausschlaggebend für van Ommerens Verhaftung im Mai 1885 war vermutlich einer seiner Briefe an Johann Most vom April 1885, den dieser an Josef Peukert weitergegeben hatte, der aus Belgien Kontakte mit Anarchisten, vornehmlich aus Deutschland, hielt. Van Ommeren wurde wegen Majestätsbeleidigung angeklagt, da er eine sogenannte Proklamation von König Willem III. in Umlauf gebracht haben sollte, nach der dieser zugunsten des Volkes Abstand von seinem Thron genommen hätte. Trotz unzureichender Beweise wurde van Ommeren zu einem Jahr Haft verurteilt, die er von Januar 1886 bis Januar 1887 im Gefängnis von Groningen verbüßte.
P. C. de Ruijter (1855–1889), bekannt als Dichter und Autor der niederländischen Arbeiterbewegung, schrieb ein Gedicht hierüber mit den Worten „Afscheidsgroet, aan B. van Ommeren, bij zijne veroordeeling tot 1 jaar celstraf“, (Abschiedsgruss an B. van Ommeren, bei seiner Verurteilung zu einem Jahr Gefängnis), das, versehen mit einem Porträt van Ommerens, kurz nach dem Urteilsspruch erschien. 1887 schrieb de Ruijter „Welkomstgroet, aan onzen Vriend B. van Ommeren, bij zijne terugkomst uit de cellulaire gevangenis“. („Willkommensgruss an unseren Freund B. van Ommeren, bei seiner Entlassung aus dem Gefängnis“).
Nach seiner Entlassung aus dem Gefängnis hielt van Ommeren Vorträge bei verschiedenen SDB-Sektionen. Er zog nach Den Haag und wurde zweiter Buchhalter bei der Coöperatieve Broodbakkerij („Brotbäckergenossenschaft“), bei der auch Frans Drion tätig war, und arbeitete bei der Konsumentenvereinigung De Volharding. Unter dem Einfluss von van Ommeren waren unter anderem Johannes Methöfer, F. Drion und H. van Bloppoel Anarchisten geworden. Später öffnete er ein Café in Den Haag. Daneben war van Ommeren 1887 Redakteur der Zeitschrift De Vrije Pers („Die freie Presse“), die von dem niederländischen Anarchisten Ferdinand Domela Nieuwenhuis unterstützt wurde. Im Juni 1888 wurde er bei De Volharding entlassen, angeblich wegen Sparmaßnahmen. Die Entlassung führte zu großen Diskussionen innerhalb der Genossenschaft. Einige Mitarbeiter organisierten eine finanzielle Hilfsaktion und van Ommeren wurde schließlich halbtags bei De Volharding weiterbeschäftigt. Von 1894 bis 1896 lebte er in Amsterdam und zog 1896 in seinen Geburtsort Ingen, wo er elf Jahre später verstarb.